# Skogsskär, Åland
Skogsskär är en ö i Åland (Finland). Den ligger i Skärgårdshavet och i kommunen Brändö i landskapet Åland, i den sydvästra delen av landet. Ön ligger omkring 80 kilometer nordöst om Mariehamn och omkring 230 kilometer väster om Helsingfors.
Öns area är 9,1 hektar och dess största längd är 0,5 kilometer i nord-sydlig riktning. Ön höjer sig omkring 10 meter över havsytan.